# 鄭壽鉉
鄭 壽鉉（チョン・スヒョン、1956年2月1日 - ）は、韓国の囲碁棋士。全羅北道南原市出身、韓国棋院所属、九段。新王戦優勝など。

## 経歴
1973年入段。1977年国手戦本戦入り。1986年、第1期新王戦で、決勝で姜勲を破って優勝。1986年、王位戦、名人戦リーグ入りし、王位戦では93年まで連続8期、名人戦では87年までと89、93年の4期リーグ在籍。1991年七段。1993年SBS杯連勝囲碁最強戦で、決勝で李昌鎬に敗れ準優勝。1994年八段、真露杯SBS世界囲碁最強戦出場。1997年九段。1999年、KBS杯パドゥク王戦で準優勝。2002年マキシムコーヒー杯入神連勝最強戦でベスト4。
1997年から明智大学の囲碁学科教授。2006-08年、韓国囲碁リーグでハンゲームチーム監督。

### タイトル歴
- 新王戦 1986年

### 他の棋歴
国際棋戦
- 真露杯SBS世界囲碁最強戦 1994年 0-1（×依田紀基）
- ロッテ杯中韓囲碁対抗戦 0-2 （×周鶴洋、×兪斌）
- 東洋証券杯世界選手権戦 出場 1990年（×銭宇平）
- テレビ囲碁アジア選手権戦 出場 1997年（×王立誠）、1999年（×常昊）

国内棋戦
- SBS杯連勝囲碁最強戦 準優勝 1994年
- KBS杯バドゥク王戦 準優勝 1999年